# (36951) 2000 SF261
2000 SF261 (asteroide 36951) é um asteroide da cintura principal. Possui uma excentricidade de 0.14755810 e uma inclinação de 10.18388º.
Este asteroide foi descoberto no dia 24 de setembro de 2000 por LINEAR em Socorro.